# Benoît Schwarz
Benoît Schwarz-van Berkel (Ginebra, 19 de agosto de 1991) es un deportista suizo que compite en curling.
Participó en tres Juegos Olímpicos de Invierno, obteniendo una medalla de bronce en Pyeongchang 2018, el octavo lugar en Sochi 2014 y el séptimo en Pekín 2022.
Ganó seis medallas en el Campeonato Mundial de Curling entre los años 2014 y 2025, y seis medallas en el Campeonato Europeo de Curling entre los años 2013 y 2023.

## Palmarés internacional
| Juegos Olímpicos   | Juegos Olímpicos            | Juegos Olímpicos  | Juegos Olímpicos |
| Año                | Lugar                       | Medalla           | Prueba           |
| ------------------ | --------------------------- | ----------------- | ---------------- |
| 2018               | Pyeongchang (Corea del Sur) | Medalla de bronce | Equipo           |
| Campeonato Mundial |                             |                   |                  |
| Año                | Lugar                       | Medalla           | Prueba           |
| 2014               | Pekín (China)               | Medalla de bronce | Equipo           |
| 2017               | Edmonton (Canadá)           | Medalla de bronce | Equipo           |
| 2019               | Lethbridge (Canadá)         | Medalla de bronce | Equipo           |
| 2021               | Calgary (Canadá)            | Medalla de bronce | Equipo           |
| 2023               | Ottawa (Canadá)             | Medalla de bronce | Equipo           |
| 2025               | Moose Jaw (Canadá)          | Medalla de plata  | Equipo           |
| Campeonato Europeo |                             |                   |                  |
| Año                | Lugar                       | Medalla           | Prueba           |
| 2013               | Stavanger (Noruega)         | Medalla de oro    | Equipo           |
| 2015               | Esbjerg (Dinamarca)         | Medalla de plata  | Equipo           |
| 2016               | Renfrew (Reino Unido)       | Medalla de bronce | Equipo           |
| 2017               | San Galo (Suiza)            | Medalla de bronce | Equipo           |
| 2022               | Östersund (Suecia)          | Medalla de plata  | Equipo           |
| 2023               | Aberdeen (Reino Unido)      | Medalla de bronce | Equipo           |